# Taniec na wodzie
Taniec na wodzie (The Waterdance) – amerykański dramat filmowy w reżyserii Neala Jimeneza, który był także odpowiedzialny za scenariusz i Michaela Steinberga. Ogólnoświatowa premiera odbyła się 13 maja 1992 roku. W rolach głównych wystąpili Helen Hunt, Eric Stoltz, Wesley Snipes, William Forsythe czy Elizabeth Peña. Film zdobył 5 nominacji i nagród.

## Fabuła
Reżyser przedstawił historię pisarza Joela Garcii (Eric Stoltz), który w wyniku wypadku zostaje sparaliżowany. Trafia do szpitala, w którym znajdują się już kobieciarz i rasista. Ponadto ma romans z zamężną kobietą Anną (Helen Hunt).

## Obsada
- Eric Stoltz jako Joel Garcia
- Helen Hunt jako Anna
- William Allen Young jako Les
- Elizabeth Peña jako Rosa
- Wesley Snipes jako Raymond Hill
- Michael Bowen jako rowerzysta będący rasistą
- Henry Harris jako Mr. Gibson
- Tony Genaro jako Victor
- William Forsythe jako Bloss
- Grace Zabriskie jako Pat
- Kimberly Scott jako Alice
- Susan Gibney jako Cheryl Lynn